# Ned Eisenberg
Ned Eisenberg (New York, 13 gennaio 1957 – New York, 27 febbraio 2022) è stato un attore statunitense.

## Biografia

### Origini
Eisenberg nacque in una famiglia ebrea e crebbe nel quartiere di Riverdale, nel Bronx. Si diplomò alla Riverdale Junior High School nel 1972 e da lì passò poi a studiare recitazione alla Performing Arts High School, una sussidiaria della Fiorello H. LaGuardia High School.

### Carriera
Dopo aver recitato in molti spettacoli teatrali, apparve quasi sempre in ruoli di supporto in moltissimi film di vario genere tra i quali Air America, Ancora vivo - Last Man Standing, Stories of Lost Souls, Flags of Our Fathers, Limitless, Una scuola per Malia; Eisenberg lavorò anche in tantissime serie Tv come I Soprano e soprattutto Law & Order - Unità vittime speciali nel suo ruolo più famoso, quello dell'avvocato della difesa Roger Kressler.

### Morte
Morì il 27 febbraio 2022 per complicazioni dovute ad un melanoma uveale ed un colangiocarcinoma, due tipi di cancro molto rari da cui era affetto da tempo.

## Filmografia parziale

### Cinema
- The Burning, regia di Tony Maylam (1981)
- Air America, regia di Roger Spottiswoode (1990)
- Ancora vivo - Last Man Standing (Last Man Standing), regia di Walter Hill (1996)
- A Civil Action, regia di Steven Zaillian (1998)
- Million Dollar Baby, regia di Clint Eastwood (2004)
- Stories of Lost Souls, di registi vari (2005)
- Flags of Our Fathers, regia di Clint Eastwood (2006)
- Limitless, regia di Neil Burger (2011)
- Una scuola per Malia (Won't Back Down), regia di Daniel Barnz (2012)
- Experimenter (2015)
- Asher, regia di Michael Caton-Jones (2018)

### Televisione
- Miami Vice - serie TV, 4 episodi (1985-1989)
- Law & Order - I due volti della giustizia (Law & Order) - serie TV, 7 episodi (1997-2009)
- Law & Order - Unità vittime speciali (Law & Order: Special Victims Unit) - serie TV, 24 episodi (1999-2019)
- I Soprano (The Sopranos) - serie TV - episodio 1x03 (1999)
- Blue Bloods - serie TV, 1 episodio (2011)
- White Collar - Fascino criminale (White Collar) - serie TV, episodio 4x10 (2012)
- Person of Interest - serie TV, episodio 2x20 (2013)
- The Night Of - Cos'è successo quella notte? (The Night Of) - miniserie TV, 2 episodi (2016)
- Little Voice - serie TV, 6 episodi (2020)

## Doppiatori italiani
Nelle versioni in italiano delle opere in cui ha recitato, Ned Eisenberg è stato doppiato da:
- Mino Caprio in Air America, Law & Order - I due volti della giustizia (ep. 13x24, 19x09, 20x01), Law & Order - Unità vittime speciali (ep. 3x18, 3x22, 3x23, 4x10, 5x12, 11x04, 11x16), White Collar
- Enzo Avolio in Law & Order - Unità vittime speciali (st. 6-7, ep. 8x06, 12x23), Person of Interest, The Night Of - Cos'è successo quella notte?
- Danilo De Girolamo in Law & Order - I due volti della giustizia (ep. 7x18), Limitless
- Oliviero Dinelli in Law & Order - I due volti della giustizia (ep. 18x05), Una scuola per Malia
- Ambrogio Colombo in Law & Order - Unità vittime speciali (ep. 14x18, 17x15, 19x11, 20x12), Bull
- Luigi Ferraro in Flags of Our Fathers, Asher
- Enrico Di Troia in Law & Order - I due volti della giustizia (ep. 10x10)
- Giorgio Locuratolo in Law & Order - I due volti della giustizia (ep. 11x04)
- Edoardo Nordio in Law & Order - Unità vittime speciali (ep. 1x01)
- Diego Reggente in Law & Order - Unità vittime speciali (ep. 3x02)
- Massimiliano Plinio in Law & Order - Unità vittime speciali (ep. 5x17)
- Fabrizio Picconi in Law & Order - Unità vittime speciali (ep. 10x02)
- Guido Di Naccio in Law & Order - Unità vittime speciali (ep. 13x10)
- Vittorio Guerrieri in A Civil Action
- Roberto Draghetti ne I Soprano
- Franco Mannella in Stories of Lost Souls
- Eugenio Marinelli in Ancora vivo - Last Man Standing
- Danilo Bruni in Law & Order: Criminal Intent (ep. 2x09)
- Oliviero Corbetta in Law & Order: Criminal Intent (ep. 6x16)
- Gianfranco Miranda in Blue Bloods
- Silvio Anselmo in Elementary
- Paolo Scalondro in The Good Wife
- Massimo Milazzo ne La fantastica signora Maisel (ep. 3x01)
- Stefano Oppedisano ne La fantastica signora Maisel (ep. 4x05)
- Fabrizio Pucci in Little Voice